# Sumio Shiratori
Sumio Shiratori (白鳥澄夫; Shiratori Sumio), född 1950, är en japansk kompositör och musiker. Han är mest känd för sin filmmusik till den tecknade TV-serien I Mumindalen. Han är make till sångerskan Emiko Shiratori, vars musik han även producerar.

## Filmmusik
- I Mumindalen (TV-serien, originalmusik)
- Kometen kommer (långfilm, originalmusik)

## Diskografi
(Soundtracken utgivna för I Mumindalen står ibland listade under Emiko Shiratoris namn)
- 1990 - Tanoshii Muumin Ikka Vol. 1 (楽しいムーミン一家) - KICA-18
- 1990 - Tanoshii Muumin Ikka: Sunafukin No Tabidachi (楽しいムーミン一家-スナフキンの旅立ち) - KICA-36
- 1992 - Moomin Selection (ムーミン・セレクション) - KICA-118